# Оркус (печера)
Оркус - печера, що розташована в Абхазії, Гудаутському районі, на Бзибському хребті. Протяжність 185 м, проективна довжина 25 м, глибина 150 м, площа 80 м², об'єм 6000 м³, висота входу 2175 м.

## Складнощі проходження печери
Категорія складності 2А.

## Опис печери
Вхід знаходиться на дні карстової злодійки на місцевому вододілі. Вхідний 80-метровий колодязь після серії невеликих уступів переходить у 50-метровий внутрішній колодязь, з дна якого починаються вузькі тріщинні ходи. Від входу — дуже капає. Шахта-понор закладена в верхньоюрських масивних вапняках.

## Історія дослідження
Виявлено і досліджено спільною експедицією кримських і чеських спелеологів в 1982–1983 рр.